# لیزا بیکر
لیزا بیکر (انگلیسی: Lisa Baker؛ زادهٔ ۱۹ مارس ۱۹۴۴) یک هنرپیشه است. 